# 爆問ファンド マネーの成功グラフ
『爆問ファンド マネーの成功グラフ\』（ばくもんファンド マネーのせいこうグラフ）は、テレビ朝日で2018年4月3日から10月2日まで火曜0:15 - 0:45に放送されたバラエティ番組である。全27回。
同年2月8日・15日未明の『第2企画工場』枠にてパイロット版、3月25日の『サンデープレゼント』枠でプレ特番を放送。ただしパイロット版のタイトルは「マネーの成功グラフ\」である。

## 概要
本番組では、「金儲けバラエティ」として、画期的な思い付きを得て、「大成功」について収めた人物と企業の業績グラフより売上を伸ばした思い付きを予想するといった内容である。
2018年10月2日の放送で終了。ただし、最終回のみ改編期をまたぐため、5分繰り下げ。

## 出演者

### レギュラー版
番組顧問
- 岸博幸

進行
- 大木優紀（当時テレビ朝日アナウンサー）

パネラー
- 爆笑問題（太田光・田中裕二）

### パイロット版
進行
- 竹内由恵（当時テレビ朝日アナウンサー）

パネラー
- 博多大吉
- 岸博幸

## 放送局・配信元
放送局
| 放送対象地域   | 放送局         | 系列           | 放送日時                     | 放送開始日    | ネット状況 | 備考  |
| -------------- | -------------- | -------------- | ---------------------------- | ------------- | ---------- | ----- |
| 関東広域圏     | テレビ朝日     | テレビ朝日系列 | 火曜 0:15 - 0:45（月曜深夜） | 2018年4月3日  | 制作局     |       |
| 青森県         | 青森朝日放送   | テレビ朝日系列 | 火曜 0:15 - 0:45（月曜深夜） | 2018年4月3日  | 同時ネット |       |
| 岩手県         | 岩手朝日テレビ | テレビ朝日系列 | 火曜 0:15 - 0:45（月曜深夜） | 2018年4月3日  | 同時ネット |       |
| 秋田県         | 秋田朝日放送   | テレビ朝日系列 | 火曜 0:15 - 0:45（月曜深夜） | 2018年4月3日  | 同時ネット |       |
| 福島県         | 福島放送       | テレビ朝日系列 | 火曜 0:15 - 0:45（月曜深夜） | 2018年4月3日  | 同時ネット |       |
| 新潟県         | 新潟テレビ21   | テレビ朝日系列 | 火曜 0:15 - 0:45（月曜深夜） | 2018年4月3日  | 同時ネット |       |
| 長野県         | 長野朝日放送   | テレビ朝日系列 | 火曜 0:15 - 0:45（月曜深夜） | 2018年4月3日  | 同時ネット |       |
| 中京広域圏     | メ〜テレ       | テレビ朝日系列 | 火曜 0:20 - 0:50（月曜深夜） | 2018年4月3日  | 5分遅れ    |       |
| 静岡県         | 静岡朝日テレビ | テレビ朝日系列 | 火曜 0:20 - 0:50（月曜深夜） | 2018年4月17日 | 遅れネット |       |
| 石川県         | 北陸朝日放送   | テレビ朝日系列 | 日曜 1:35 - 2:05（土曜深夜） | 2018年5月6日  | 遅れネット | [ 5 ] |
| 福岡県・佐賀県 | 九州朝日放送   | テレビ朝日系列 | 金曜 1:20 - 1:50（木曜深夜） | -             | 遅れネット |       |

不定期放送
- 朝日放送…主に深夜、穴埋め番組として放送。
- 山口朝日放送…主に土曜9:50 - 10:20に放送（開始は2018年4月15日）。「土曜の買物番組」というテレビショッピング番組とほぼ交互という形で放送している。

ネット配信
- TVer - テレビ朝日での放送終了後から、次回放送日の23:45まで、最新回のみを無料配信。

## スタッフ
- ナレーション：谷昌樹
- 構成：中野俊成、市川篤、深田憲作、秋葉高彰、野口悠介、横山龍太（秋葉～横山→途中から)
- TM：高田格
- TD/SW：吉武佑祐、平間隆啓
- カメラ：蝦名岳文、保泉達也、渡邉良平
- MIX：坊上健一郎、長谷川新、藤本樹恒
- VE：平田壮之介、石原敬太
- VTR：菅原将、田邉斉、時見正和
- 照明：岩永智宏、根岸祥子
- 美術：小山晃弘
- デザイン：森崎愛美
- 美術進行：渡邊眞太郎、亀井直子
- 大道具：植村幸平
- 電飾：小板橋厚史
- 小道具：石井琢也
- モニター：下園拓也
- 衣裳：井町奈々
- メイク：川口カツラ店
- タイトル：坂井正孝
- EED：丸山正浩（丸山→途中から）、山内靖太郎
- MA：寺田朋美
- 音効：高橋健人（TSP）
- TK：池田真梨絵
- リサーチ：石井千鶴、川山佳大
- 制作協力：acro、ロケットエンタテインメント
- 編成：西岡佐知子、山本文隆
- 宣伝：西田沙希
- デスク：稲月彰子
- 制作スタッフ：森奈津美、阿部佑哉、天野雄大、佐藤周太朗
- ディレクター：寺野慎一郎、藤森達也、細(権)田翔太郎
- アシスタントプロデューサー：渡邊優子、加藤朗紀子
- チーフディレクター：山田俊介
- プロデューサー：澤田晋、遠藤由一郎、相澤幸一（アクロ）、今井勘太（ロケットエンタテインメント）
- ゼネラルプロデューサー：樋口圭介
- 制作著作：テレビ朝日

### 過去のスタッフ
- 音声：安倉愛美
- デザイン：松田友希
- 美術進行：奥田裕美
- 大道具：下地俊介
- 小道具：片山くるみ、宮本恵美子
- リサーチ：池谷諒 ニュースクリエイト
- 編成：小鴨翔
- 宣伝：高橋彩
- デスク：石田涼子
- 制作スタッフ：園田裕太、木村哲朗
- ディレクター：雨宮智史、池田修大
- プロデューサー：鈴木忠親